# Görvälns vattenverk

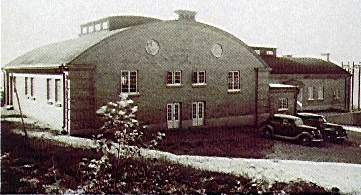
Görvälnverket 1937.

Görvälnverket är ett vattenverk som tillhör Norrvatten och förser flera kommuner i norra Storstockholm med dricksvatten. Det ligger på ön Skäftingeholmen i Mälarfjärden Görväln i Järfälla kommun. 

## Historik
Verket kom till i samband med bildandet av Norrvatten 1926. Tre år senare invigdes förbundets första vattenverk; Görvälnverket. Vid starten fanns tre medlemmar i kommunalförbundet, numera är 14 kommuner medlemmar. Knappheten på grundvatten var den egentliga orsaken till att kommunerna började samarbeta kring vattenförsörjningen i regionen och som i dag ombesörjs av kommunalförbundet Norrvatten. Till verket hör även ett tidigare fiskartorp, som uppfördes omkring år 1904 och numera är personalbostad.
Ursprungligen bestod verkets vattenrening endast av snabbfiltrering och klorering. Efterhand som vattenbehovet och kraven ökade har verket byggts ut och reningsprocessen har förbättrats. Råvatten tas in från Görvälnfjärden i Mälaren från två alternativa djup: 22 meter respektive 4 meter. Efter en vattenreningsprocess pumpas dricksvattnet ut i ett 26 mil långt huvudledningsnät som till största delen består av stål- och betongrör med en diameter på upp till 1,2 meter.
I dag är Görvälnverket ett av Sveriges modernaste vattenverk och vattnet som produceras är ett av Sveriges bästa dricksvatten. Kvaliteten är minst lika hög, och i många fall högre, än den som gäller för vatten som köps på flaska. Under 2008 producerades 43,4 miljoner kubikmeter dricksvatten i Görvälnverket, som levereras till ungefär en halv miljon människor.

## Bilder

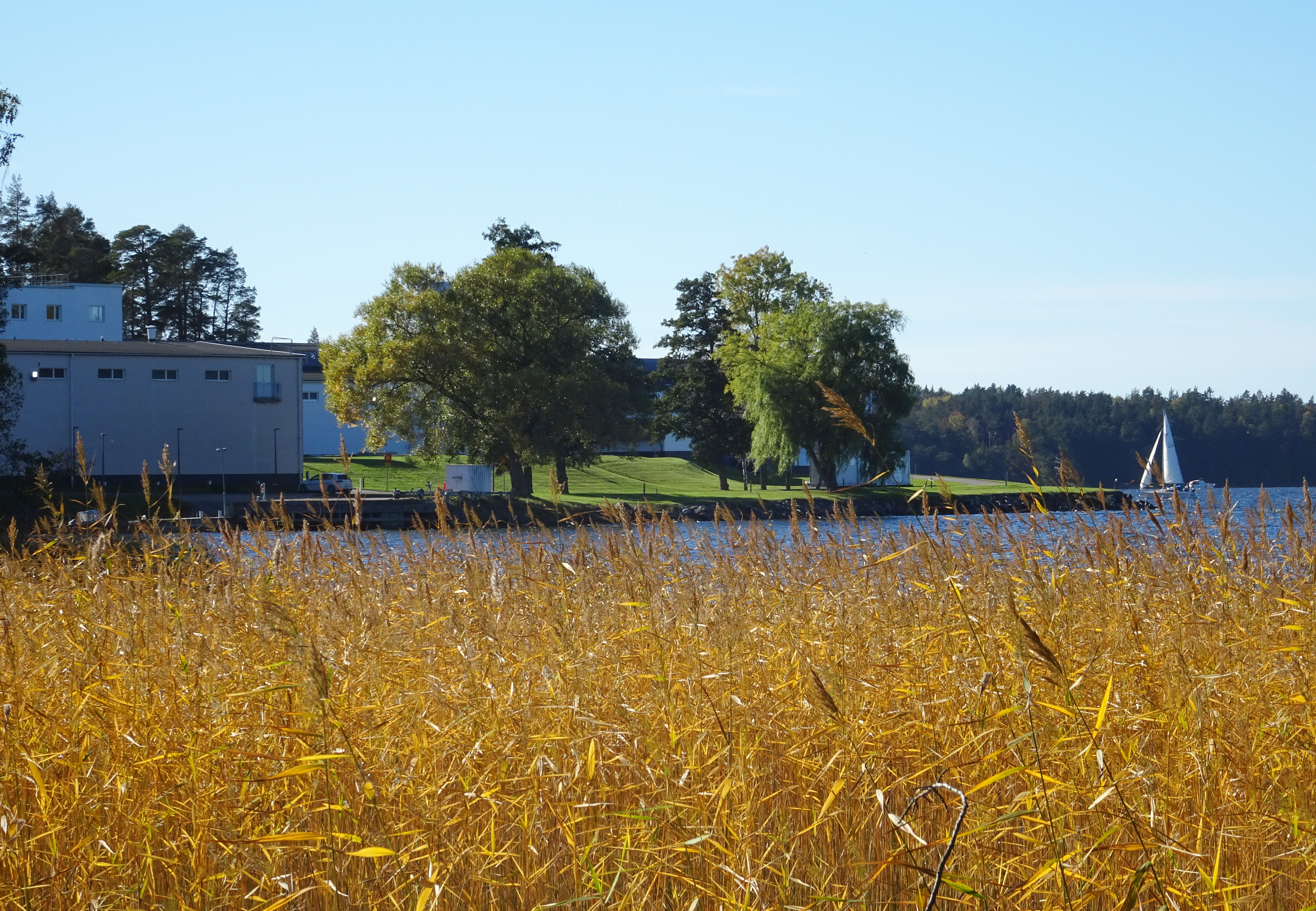
Verkets udde sett från Mälaren.
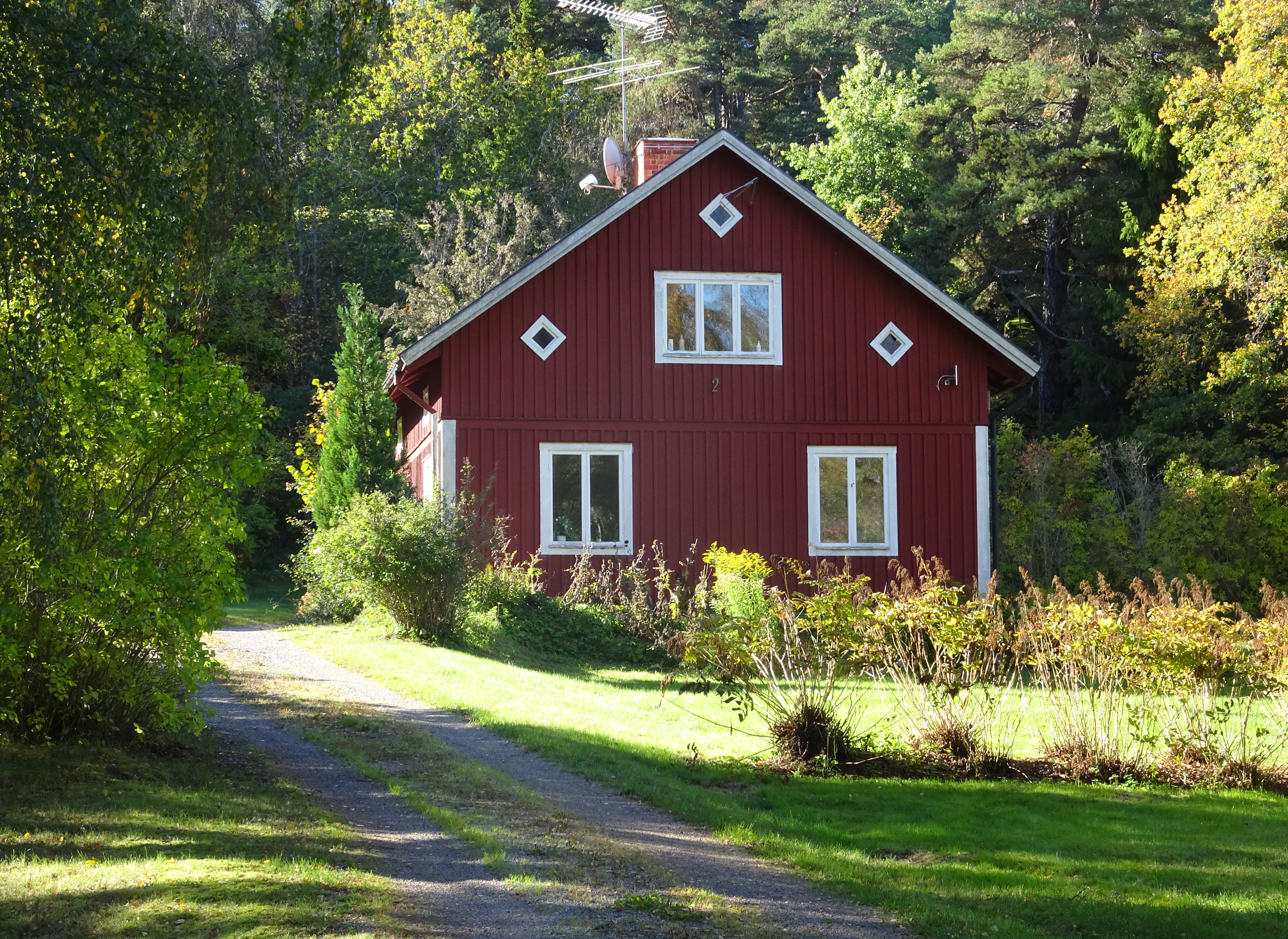
Verkets personalbostad.
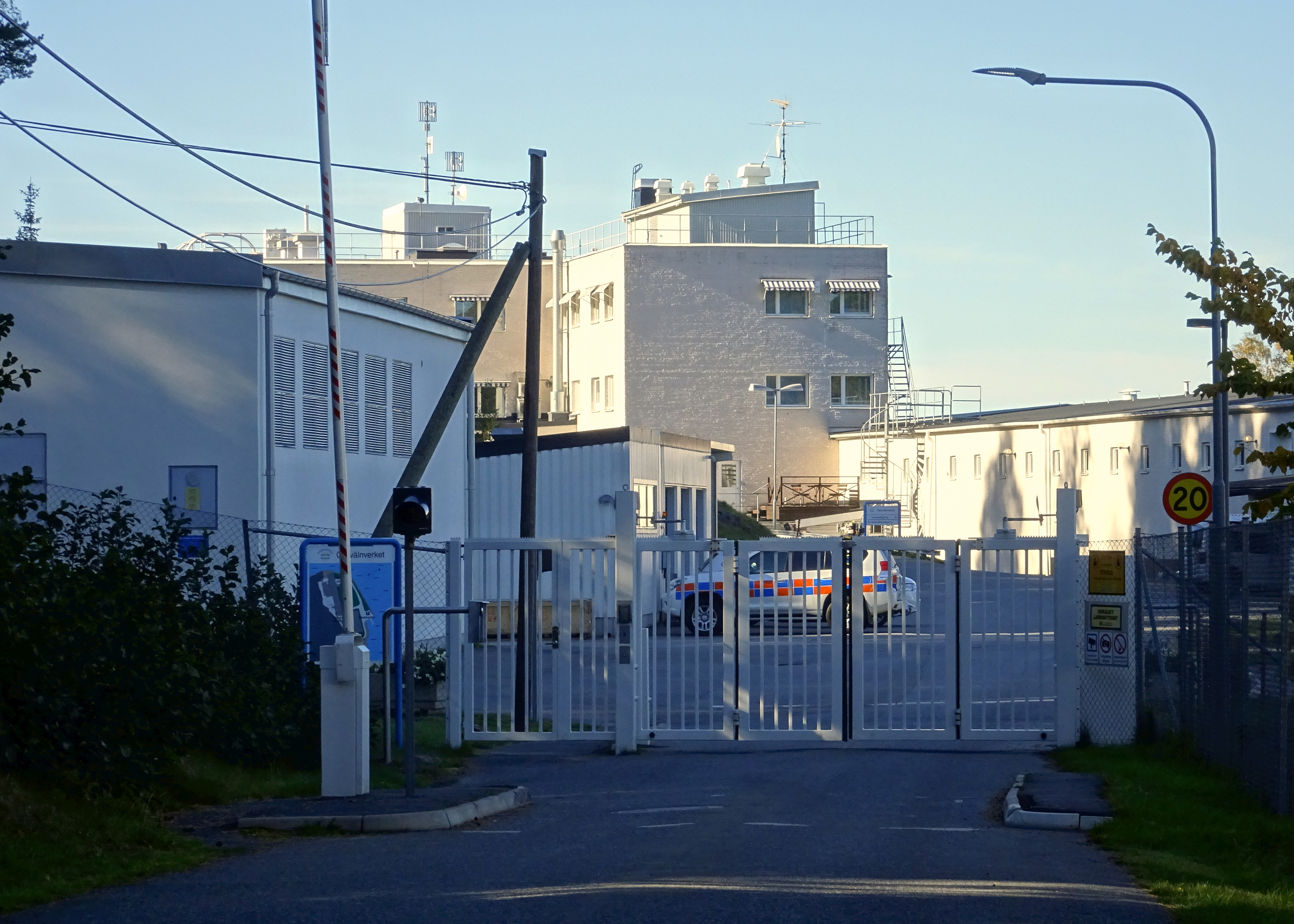
Verkets entré.
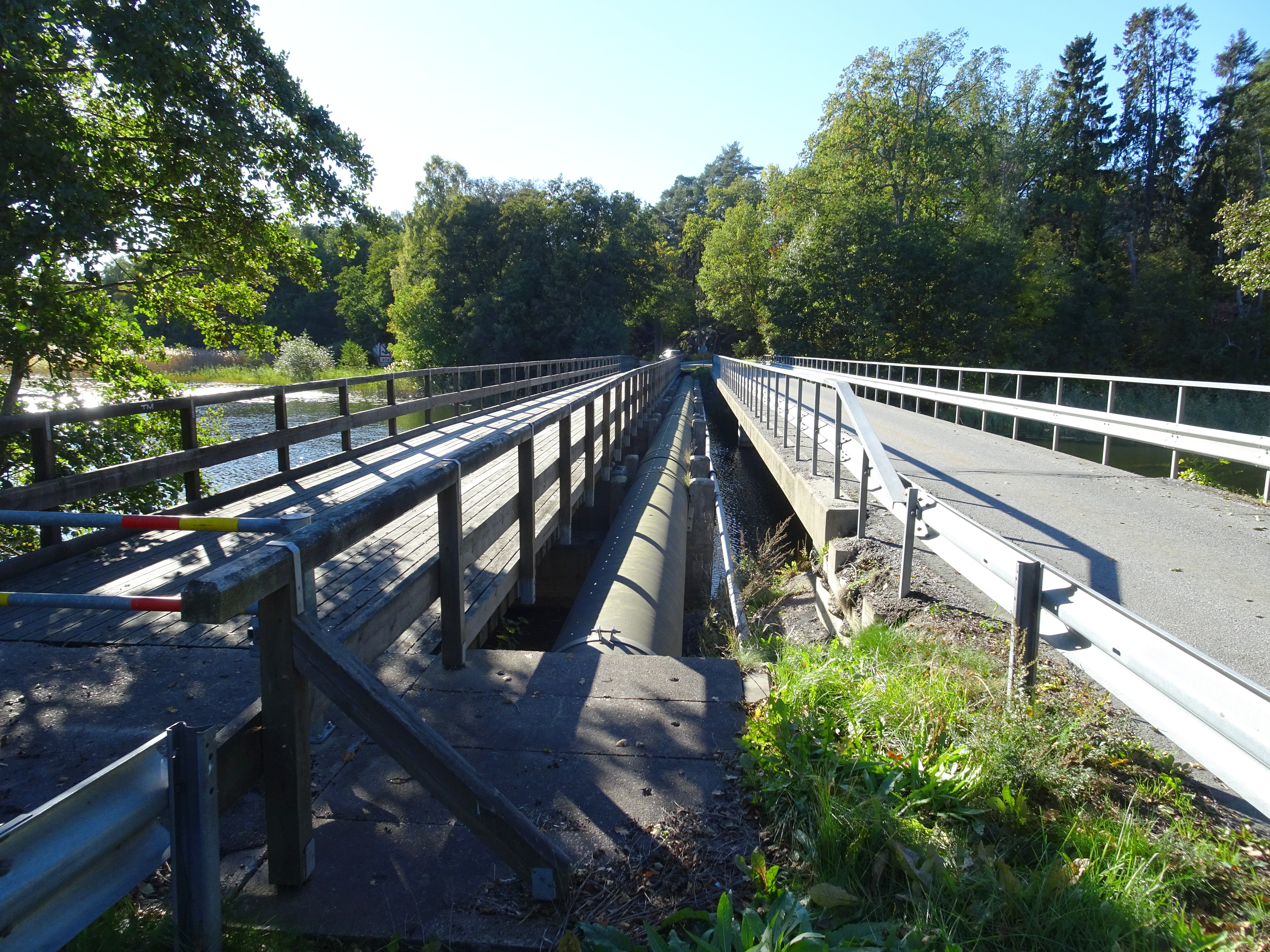
Huvudvattenledningen in till fastland.
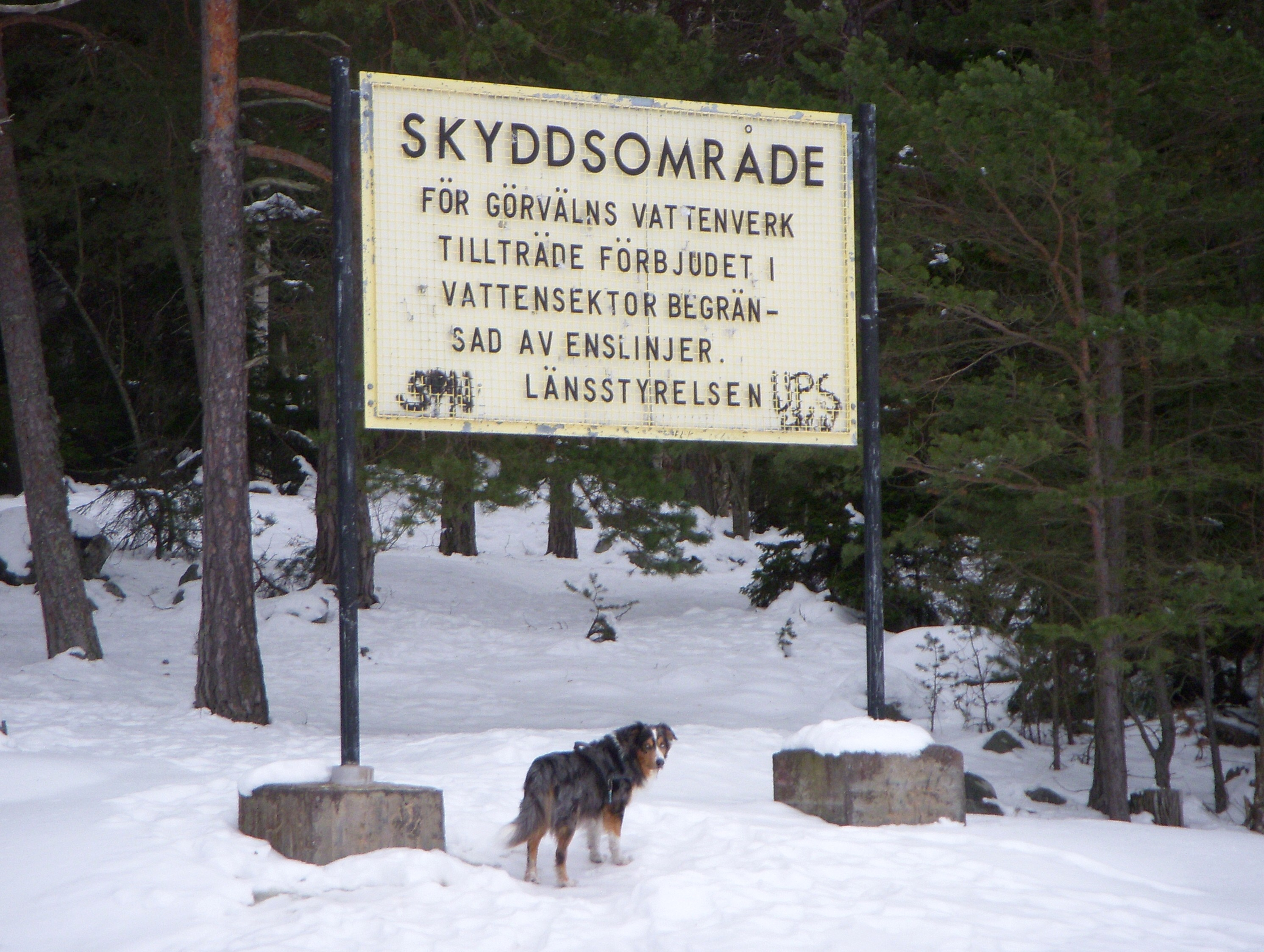
Skyddsområdet, skylt på Skäftingeholmen.